# Gurren Lagann
A Gurren Lagann, Japánban Tengen Toppa Gurren Lagann (天元突破グレンラガン; Tengen Toppa Guren Ragan), japán televíziós mecha animesorozat, amelynek animációs munkáit a Gainax végezte az Aniplex és a Konami cégekkel koprodukcióban. 27 epizódon keresztül vetítette a TV Tokyo 2007 áprilisa és szeptembere között. A sorozatot Imaisi Hirojuki rendezte és Nakasima Kazuki veterán drámaíró írta. A Gurren Lagann egy kitalált jövőben játszódik, ahol a Földet a Spirálkirály, Lordgenome uralja, aki arra kényszeríti az emberiséget, hogy elszigetelt földalatti falvakban éljen. A cselekmény középpontjában két tinédzser, Simon és Kamina áll, akik egy földalatti faluban élnek és szeretnének a felszínre jutni. A Lagann néven ismert mecha segítségével Simon és Kamina feljut a felszínre, és más emberekkel együtt harcba szállnak Lordgenome erőivel, mielőtt megküzdenek valódi ellenségük erőivel.
Észak-Amerikában, bár eredetileg bejelentették, hogy az ADV Films fogja licencelni 2007-ben, a licenc 2008-ban a Bandai Entertainmenthez, majd 2013-ban az Aniplex of Americához került. Az Egyesült Királyságban a Manga Entertainment szerezte meg a sorozat jogait 2007-ben, majd 2008-ban a Beez Entertainmenthez, 2013-ban pedig az Anime Limitedhez került. Az Egyesült Államokban a Sci Fi Channel szerezte meg a Gurren Lagann sugárzási jogait, és 2008 júliusában kezdte vetíteni az Ani-Monday animeblokkjának részeként.
Az animéből készült egy mangaadaptáció, amit az ASCII Media Works adott ki 2007 és 2013 között. A mangát a Bandai Entertainment licencelte és adta ki angolul Észak-Amerikában. A Shogakukan 2007 és 2008 között egy négy light novelből álló sorozatot adott ki. 2007 októberében egy Nintendo DS videójátékot is kiadtak, amelyhez az animesorozat egy különleges epizódja is tartozott. Két animációs filmváltozat készült; az elsőt 2008 szeptemberében, a másodikat 2009 áprilisában mutatták be a japán mozik. Magyarországon az első filmet az Anilogue Nemzetközi Filmfesztivál keretében 2009. november 26-án mutatták be a Toldi moziban, illetve egy nappal később az Uránia Nemzeti Filmszínházban.
A Gurren Lagann számos díjat kapott, köztük a 7. Tokyo Anime Awardot „Televízió” kategóriában, a 12. Animation Kobe egyéni díját, és a 11. Japan Media Arts Festival Kiválóság-díját.

## Megvalósítás

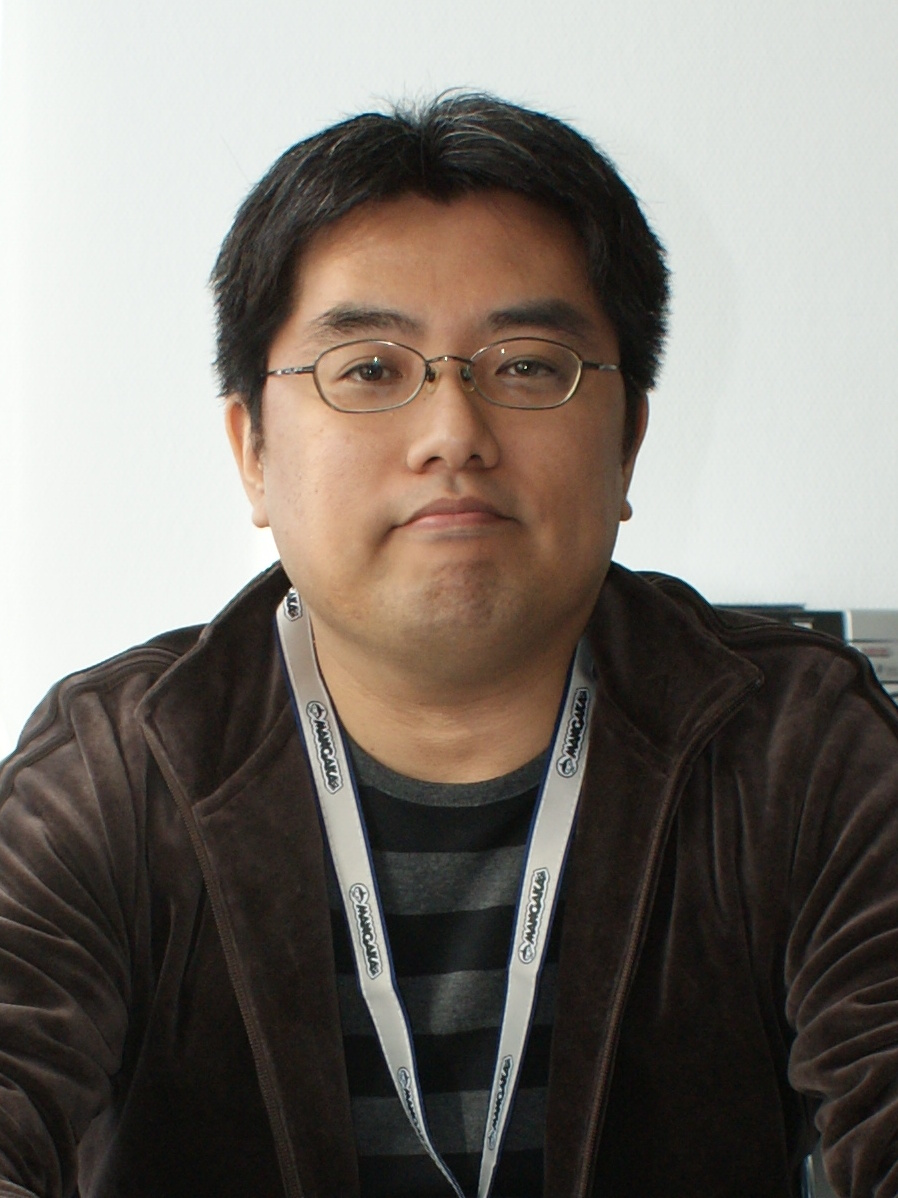
Imaisi Hirojuki rendező 2008-ban

A Gurren Lagann első bejelentése 2006 júliusában volt, amikor az Aniplex és a Konami támogatta a Gainaxot az anime megvalósításában. A Konami igazgatója, Nacume Koicsi több folytatási lehetőséget is javasolt a sorozathoz. A sorozatot Imaisi Hirojuki rendezte, aki rajongott a mecha műfajért, korábban részt vett a Neon Genesis Evangelion animációs munkáiban, és amióta elkezdett dolgozni, szeretett volna dolgozni egy mecha sorozaton. Miután a Re: Cutey Honey animén dolgozott Nakasima Kazukival, Imaisi őt nevezte ki írónak, úgy gondolva, hogy ő a legjobb választás. Imaisit meglepte, hogy Nakasima mennyi anyagot tudott 27 epizódba sűríteni. Imaisi jóval azelőtt befejezte a fő történetszál megírását, hogy a sorozat végére ért volna, ami megkönnyítette a stábnak az epizódok elkészítését. A Gainax elnöke, Jamaga Hirojuki szerint a sorozat hosszú ideig tervezési fázisban volt. Takeda Jaszuhiro animációs producer arra használta ezt az időt, hogy megvizsgálja, hogyan élnének az emberek a föld alatt, milyen anyagokra lenne szükségük, bár ezeket a kutatási eredményeket csak korlátozottan használták fel, mivel a szereplők csupán egy epizódot töltenek a föld alatt. Miután a sorozat gyártása elkezdődött, a csapatnak nem volt sok ideje anyagok kutatására.
Más népszerű sorozatokkal ellentétben, Imaisi úgy döntött, hogy a fúrókat teszi meg a robotok fő fegyvereivé, a hitetlenség felfüggesztésére gyakorolt hatásának ellenére. Imaisi azt is szerette volna, hogy a sorozatban csak robotok legyenek. A robotokat merev fém helyett organikusnak készítették, hogy könnyebb legyen őket animálni és mozgásukban nagyobb szabadságot tegyenek lehetővé. Ennek ellenére a 15. epizód animálása kihívást jelentett a stáb számára a szükséges felvételek száma miatt. Az epizód animátora, Szusio (すしお; Hepburn: Sushio) „szuperanimátornak” nevezte magát munkájáért. A Gurren Lagann nevű robot dizájnjának eldöntése komplikált volt, mivel ez adta az alapját a történetben megjelenő többi mechának.
A sorozat készítése során a stáb inkább a földalatti életre és Simon bebörtönzésére szeretett volna koncentrálni, de ötleteiket nem tudták hasznosítani. A nyolcadik epizódban Kamina halála lehetővé teszi, hogy Simon karaktere fejlődhessen és ezáltal főszereplővé válhasson. Simon fejlődése az utolsó történetívig tartott, amikor a készítők olyan ötleteken gondolkodtak, amivel felülmúlhatja Kaminát. A sorozat lezárása azért íródott, mert a készítők Simon felnőtté válásával kívánták zárni a történetet, és nem szerették volna egy lehetséges folytatás jeleit meghagyni. A fináléban szerepelt Nia halálának előre megtervezett tragikus eseménye, amely több munkatársat elszomorított. Bár a stáb elismerte, hogy az emberek mennyire nem elégedettek a szomorú végkifejlettel, megjegyezték, hogy több probléma is megnehezítette volna a szereplő túlélését. Miután a sorozat véget ért, Jamagának az az ötlete támadt, hogy kiad egy filmet, amely újra meséli a sorozat eseményeit, hogy növelhesse a nézőközönséget.

### Hatások az alkotói folyamatra
Nakasima Kazuki író egy interjúban Isikava Kent, a Getter Robo társszerzőjét nevezte meg az egyik művésznek, aki hatást gyakorolt a Gurren Lagannra. A Gurren Lagann alkalmanként tiszteleg Isikava Getter Roboja előtt, különösen a sorozat vége felé, ahol a méretek abszurddá válnak, miközben a robotok egyre nagyobbak és nagyobbak lesznek, hasonlóan a Getter Robohoz, és különösen a Getter Robo Go mangaváltozatához. A végső ellenség megdöbbentően hasonlít Isikava egy másik műve, a Kjomu szenki (Records of Nothingness) La Gooth-jára. Nakasima azonban észszerűbb módon akarta lezárni a Gurren Lagann történetét, mint ahogy azt Isikava általában a műveiben teszi. Az Anime News Network munkatársa, Jason Green szerint az animét a Gainax korábbi animéi is befolyásolták, különösen a főszereplő Simon karakterfejlődését, aki három stádiumon megy keresztül a sorozat három történetíve során. Fejlődésének mindegyik szakaszát egy korábbi Gainax anime főszereplője befolyásolta: Ikari Sindzsi a Neon Genesis Evangelionból, Takaja Noriko a Gunbusterből, és Kubo Ken az Otaku no Videoból. Az anime animációja külön tiszteleg Kanada Josinori animációja és figuratervei előtt.

### Konfliktusok a gyártás során
Akai Takami, a sorozat egyik animációs producere és a Gainax társalapítója az ötödik epizód vetítése előtt nem sokkal, melyet 2007. április 29-én sugároztak, bejelentette, hogy lemond igazgatótanácsi tagságáról és produceri posztjáról a japán 2channel textboardon tett megjegyzései miatt. Akai és egy másik Gainax-alkalmazott, Mimori Keiko becsmérlő megjegyzéseket fogalmazott meg a Gurren Lagann április első felében vetített, kezdő epizódjainak animációs minőségét és a negyedik epizódjának animációs stílusát kritizáló megjegyzésekkel kapcsolatban, amely utóbbit teljes egészében Kobajasi Oszamu rendezte vendégként. A rajongói kritikák felé Akai többek között kijelentette, hogy „olyan volt [őket olvasni], mintha a végbélnyílás mellé tenné az arcát, és mélyeket lélegezne”, Mimori pedig azt írta, hogy „szívből megveti a 2channelt”, és ezeknek a „hülye, hülye, undorító otakuknak meg kellene halniuk!!”". A rajongók csak később értesültek ezekről a hozzászólásokról, és a botrány hatására április 27-én a Gainax közzétette Akai nyílt levelét, amelyben bejelentette, hogy távozik a cégtől, Mimori és Akai pedig további bocsánatkérő nyilatkozatokat tettek közzé.
A sorozat gyermekbarát időpontban történő adása miatt a stáb tagjainak problémái támadtak a 6. epizóddal. Bár az epizódnak volt egy mellékszála női fürdőben való kukkolással, a televíziók a forgatókönyv olvasásakor még megfelelőnek vélték, a kész epizód megtekintése után azonban jelezték, hogy így nem sugározható, ezért az epizódnak készült egy átdolgozott változata.

## Médiamegjelenések

### Anime
A Gurren Lagann a Gainax animációs stúdió gyártásában készült az Aniplex és a Konami támogatása mellett, Imaisi Hirojuki rendezésében és Nakasima Kazuki írásában. Japánban 2007. április 1. és 2007. szeptember 30. között vetítette a TXN (TV Tokyo), majd néhány nap késéssel a BS Japan és az AT-X is műsorra tűzte. A sorozat 27 epizódból és két ráadás epizódból áll, amelyek a 6. epizód cenzúrázatlan változata és az 5,5. bónusz epizód, ami a Nintendo DS-játékkal jelent meg.
Észak-Amerikában, bár a 2007-es Anime Expón bejelentették, hogy az ADV Films fogja licencelni, a kiadó a megjelenés előtt törölte a katalógusából és a licenc 2008-ban a Bandai Entertainmenthez került. Egy csak angol felirattal rendelkező változat három kötetben jelent meg 2008 júliusa és szeptembere között, majd az első hivatalos angol szinkronnal ellátott változat 2008. november 18. és 2009. május 5. között jelent meg három DVD-kötetben. Az Egyesült Államokban a Sci Fi Channel szerezte meg a Gurren Lagann televíziós sugárzási jogait, és 2008. július 28-án kezdte vetíteni az Ani-Monday animeblokkjának részeként, hetente két epizódot (az utolsó héten hármat) leadva. Az Egyesült Királyságban 2007-ben a Manga Entertainment birtokolta a sorozat jogait, majd 2008-tól a Bandai európai forgalmazói fiókja, a Beez Entertainment terjesztette a sorozatot az Egyesült Királyságban és Európában, de a kiadónál 2012 januárja óta nem kapható. 2013-ban az Anime Limited bejelentette, hogy megszerezte a forgalmazási jogokat DVD-n and Blu-rayen az Egyesült Királyságban. 2014. október 20-án kiadtak egy limitált Blu-ray Ultimate Editiont, amely tartalmazza a teljes sorozatot, mind a filmadaptációkat, mind a teljes Parallel Works sorozatot, valamint egy keményfedeles művészkönyvet. Ugyanezen a napon adták ki a teljes sorozatot tartalmazó standard Blu-ray-kiadást is, melyet az év végén a DVD-kiadás követett. Az angol változatot az Animax is vetítette az angol nyelvű hálózatain Délkelet-Ázsiában és Dél-Ázsiában 2009. május 22-től. Olaszországban a Rai 4 tűzte műsorra 2009. szeptember 24. és 2010. április 1. között. Az Aniplex of America 2013. május 9-én újra kiadta a sorozatot limitált dobozos DVD-kiadványban. Egy dobozos Blu-ray-kiadvány, amely tartalmazza a televíziós sorozatot és a két filmadaptációt, 2013. június 26-án jelent meg. Az Adult Swim 2014. augusztus 16-án a Toonami műsorblokk részeként kezdte angol nyelven sugározni a sorozatot.

#### Zene
A sorozat zenéjét Ivaszaki Taku szerezte. Négy témazene volt hallható az epizódokban, egy nyitódal és három záródal. A nyitódal Nakagava Sóko Szorairo Days (空色デイズ; Szorairo Deizu; Hepburn: Sorairo Days / Sorairo Deizu) című dala. A dalból a 17. epizódtól kezdve a második versszak és refrén hallható, szemben a korábbi epizódokban használt első versszakkal és refrénnel. Az 1-től a 15. epizódig a záródal az Underground a High Voltage-től, a 16 epizódban a Happily Ever After Nakagava Sókótól, míg a 17-től a 27. epizódig az Afromania Minna no Peace (みんなのピース; Minna no Píszu; Hepburn: Minna no Pīsu) című dala hallható.
A Tengen Toppa Gurren Lagann Character Song (天元突破グレンラガン キャラクターソング) album 2007. július 25-én jelent meg az Aniplex kiadásában. A lemezen image songok hallhatóak a főszereplők szinkronhangjai, Kakihara Tecuja (Simon), Konisi Kacujuki (Kamina) és Inoue Marina (Yoko) előadásában. Utóbbi dal játszható a Dance Dance Revolution SuperNova 2 játékban. Ezen kívül több zenei válogatásalbum is megjelent, többségük Ivaszaki háttérzenéivel.
| Tengen Toppa Gurren Lagann Character Song dallista | Tengen Toppa Gurren Lagann Character Song dallista                                    | Tengen Toppa Gurren Lagann Character Song dallista | Tengen Toppa Gurren Lagann Character Song dallista | Tengen Toppa Gurren Lagann Character Song dallista | Tengen Toppa Gurren Lagann Character Song dallista | Tengen Toppa Gurren Lagann Character Song dallista | Tengen Toppa Gurren Lagann Character Song dallista | Tengen Toppa Gurren Lagann Character Song dallista | Tengen Toppa Gurren Lagann Character Song dallista |
| #                                                  | Cím                                                                                   | Hossz                                              |                                                    |                                                    |                                                    |                                                    |                                                    |                                                    |                                                    |
| -------------------------------------------------- | ------------------------------------------------------------------------------------- | -------------------------------------------------- | -------------------------------------------------- | -------------------------------------------------- | -------------------------------------------------- | -------------------------------------------------- | -------------------------------------------------- | -------------------------------------------------- | -------------------------------------------------- |
| 1.                                                 | Break Through the Dream (előadó: Kakihara Tecuja, Konisi Kacujuki)                    | 4:11                                               |                                                    |                                                    |                                                    |                                                    |                                                    |                                                    |                                                    |
| 2.                                                 | Trust (előadó: Inoue Marina)                                                          | 4:47                                               |                                                    |                                                    |                                                    |                                                    |                                                    |                                                    |                                                    |
| 3.                                                 | Break Through the Dream (Karaoke) (előadó: Kakihara Tecuja, Konisi Kacujuki)          | 4:11                                               |                                                    |                                                    |                                                    |                                                    |                                                    |                                                    |                                                    |
| 4.                                                 | Trust (Karaoke) (előadó: Inoue Marina)                                                | 4:47                                               |                                                    |                                                    |                                                    |                                                    |                                                    |                                                    |                                                    |
| 5.                                                 | Break Through the Dream -pop’n music edit- (előadó: Kakihara Tecuja, Konisi Kacujuki) | 2:05                                               |                                                    |                                                    |                                                    |                                                    |                                                    |                                                    |                                                    |
| 6.                                                 | Trust -Dance Dance Revolution mix- (előadó: Inoue Marina)                             | 1:43                                               |                                                    |                                                    |                                                    |                                                    |                                                    |                                                    |                                                    |
| 21:44                                              |                                                                                       |                                                    |                                                    |                                                    |                                                    |                                                    |                                                    |                                                    |                                                    |

### Manga
A Tengen Toppa Gurren Lagann manga, amelyet Nakasima Kazuki írt és Mori Kotaró illusztrált, a MediaWorks Dengeki Comic Gao! magazinjának 2007. júniusi számában indult el. A manga, miután a 2008. áprilisi számmal a magazin megszűnt, az ASCII Media Works Dengeki Daioh mangamagazinjában folytatódott a 2008. júniusi számtól, és utolsó fejezete a 2013. júliusi számban jelent meg. A fejezeteket tíz tankóbon kötetbe gyűjtve adták ki 2007. szeptember 27. és 2013. június 27. között Japánban az ASCII Media Works Dengeki Comics márkája alatt. Észak-Amerikában a Bandai Entertainment licencelte a mangát, és adta ki az első hat kötetet angol nyelven, majd 2012 januárjában leállt a terjesztéssel. A manga ugyanazt az alaptörténetet követi, mint az anime, bár történt néhány változtatás az események sorrendjében, és hozzáadásra kerültek a szereplők animéből kivágott háttértörténetei, például Dayakka és Kiyoh kapcsolata.
Egy spin-off manga Tengen Toppa Gurren Lagann: Gurren Gakuen-hen (天元突破グレンラガン −紅蓮学園篇−) címmel a Comp Ace magazinban futott 2008. augusztus 26. és 2009. január 26. között. A fejezetek egy tankóbon kötetben jelentek meg a Kadokawa Shoten által 2009. március 21-én. A Zaicu Asi által írt és Kikkava Kabao által rajzolt manga átveszi az eredeti történet szereplőit és egy párhuzamos világ iskolájába helyezi őket. A mangában Simon a Dai-Gurren Akadémiára (ダイグレン学園; Hepburn: Dai Guren Gakuen) jár gyermekkori barátaival, Kaminával és Yokóval. Simon, aki egy lepukkant bérházban él, normális életet szeretne, és egy nap találkozik a titokzatos Niával, miközben megbotlik a lépcsőn. Nia azonnal megkedveli Simont és a férjének nyilvánítja. Kamina egy másik „nővérre” talál Niában, aki osztja forróvérű stílusát. A lány beiratkozik a Dai-Gurren Akadémiára, és hármójuknak fel kell venniük a küzdelmet a Teppelin Akadémia diákjaival, akik vissza akarják vinni Niát apjához, az igazgatóhoz.
A Gurren Gakuen-hen mintájára további három spin-off manga készült Nakasima Kazuki írásában és Nonojama Szaki (Enma) rajzolásában, mindegyik az azonos című dráma CD-ket adaptálja, amiket az anime DVD-kiadványai mellé mellékeltek. A három mangát együtt Otoko sorozatként is említik. Az első sorozat, a Tengen Toppa Gurren Lagann: Otoko ippiki-hen (天元突破グレンラガン～男一匹編～), ami a Gekkan Hero′s magazinban futott a 2013. szeptemberi és a 2014 januári száma között, kötetben 2013. december 27-én adta ki a Shogakukan Creative. A manga a modern Japánba helyezi a szereplőket és Kamina és a többi szereplő kalandjait követi a Dai-Gurren Akadémián. A Tengen Toppa Gurren Lagann: Otoko doahó!-hen (天元突破グレンラガン 男どアホウ！編; Hepburn: Tengen Toppa Gurren Lagann: Otoko doahō!-hen) mangában a sorozat szereplői baseball játékosok lesznek a Dai-Gurren Akadémián. A manga a Gekkan Hero′s 2014 januári számában (melyet 2013. december 28-án kezdtek értékesíteni) indult és a 2015 májusi számában (melyet 2015. április 1-jén kezdtek értékesíteni) ért véget. A fejezeteket 3 kötetbe gyűjtötték össze, az első 2014. július 5-én, az utolsó 2015. június 5-én jelent meg a Shogakukan Creative kiadásában. A harmadik, befejező manga a Tengen Toppa Gurren Lagann Kesszen! Otoko-gumi-hen (天元突破グレンラガン 男組だよ！グレンラガン; Hepburn: Tengen Toppa Gurren Lagann Kessen! Otoko-gumi-hen) Gekkan Hero′s 2015 júliusi számában (melyet 2015. június 1-jén kezdtek értékesíteni) debütált és a 2017 júliusi számában (melyet 2017. június 1 kezdtek értékesíteni) ért véget. A manga négy kötetben jelent meg a Shogakukan Creative kiadásában, az első 2016. április 5-én, az utolsó 2017. augusztus 5-én. A sorozatban Kamina és Simon barátsága válságba kerül a Dai-Gurren Akadémián.
Egy másik spin-off manga, a Tengen Toppa Gurren Lagann 4-koma Kingdom: Yoko no oheszo-hen (天元突破グレンラガン4コマKINGDOM ヨーコのおヘソ編; Hepburn: Tengen Toppa Gurren Lagann 4-koma Kingdom: Yoko no oheso-hen) a Futabasha kiadásában jelent meg 2008. július 28-án, különféle rövid történetek összeállításaként.
| Kötetek listája                                                     | Kötetek listája                                               | Kötetek listája                    | Kötetek listája                    | Kötetek listája                    | Kötetek listája                    |
| #                                                                   | Cím                                                           | Kiadás dátuma                      | Kiadó                              | Oldalszám                          | ISBN                               |
| Tengen Toppa Gurren Lagann-kötetek                                  | Tengen Toppa Gurren Lagann-kötetek                            | Tengen Toppa Gurren Lagann-kötetek | Tengen Toppa Gurren Lagann-kötetek | Tengen Toppa Gurren Lagann-kötetek | Tengen Toppa Gurren Lagann-kötetek |
| ------------------------------------------------------------------- | ------------------------------------------------------------- | ---------------------------------- | ---------------------------------- | ---------------------------------- | ---------------------------------- |
| 1                                                                   | Tengen Toppa Gurren Lagann 1                                  | 2007. szeptember 27.               | ASCII Media Works (Dengeki Comics) | 198                                | 978-4-84024-057-4                  |
| 2                                                                   | Tengen Toppa Gurren Lagann 2                                  | 2008. március 27.                  | ASCII Media Works (Dengeki Comics) | 198                                | 978-4-84024-253-0                  |
| 3                                                                   | Tengen Toppa Gurren Lagann 3                                  | 2008. novemner 27.                 | ASCII Media Works (Dengeki Comics) | 192                                | 978-4-04867-441-6                  |
| 4                                                                   | Tengen Toppa Gurren Lagann 4                                  | 2009. június 27.                   | ASCII Media Works (Dengeki Comics) | 214                                | 978-4-04867-928-2                  |
| 5                                                                   | Tengen Toppa Gurren Lagann 5                                  | 2010. március 27.                  | ASCII Media Works (Dengeki Comics) | 214                                | 978-4-04868-511-5                  |
| 6                                                                   | Tengen Toppa Gurren Lagann 6                                  | 2010. november 27.                 | ASCII Media Works (Dengeki Comics) | 214                                | 978-4-04868-995-3                  |
| 7                                                                   | Tengen Toppa Gurren Lagann 7                                  | 2011. június 27.                   | ASCII Media Works (Dengeki Comics) | 198                                | 978-4-04870-627-8                  |
| 8                                                                   | Tengen Toppa Gurren Lagann 8                                  | 2012. január 27.                   | ASCII Media Works (Dengeki Comics) | 212                                | 978-4-04886-284-4                  |
| 9                                                                   | Tengen Toppa Gurren Lagann 9                                  | 2012. szeptember 27.               | ASCII Media Works (Dengeki Comics) | 198                                | 978-4-04891-024-8                  |
| 10                                                                  | Tengen Toppa Gurren Lagann 10                                 | 2013. június 27.                   | ASCII Media Works (Dengeki Comics) | 262                                | 978-4-04891-771-1                  |
| Tengen Toppa Gurren Lagann: Otoko ippiki-hen-kötet                  |                                                               |                                    |                                    |                                    |                                    |
| 1                                                                   | Tengen Toppa Gurren Lagann: Otoko ippiki-hen 1                | 2013. december 27.                 | Shogakukan Creative                | 248                                | 978-4-86468-354-8                  |
| Tengen Toppa Gurren Lagann: Otoko doahó!-hen-kötetek                |                                                               |                                    |                                    |                                    |                                    |
| 1                                                                   | Tengen Toppa Gurren Lagann: Otoko doahó!-hen 1                | 2014. július 5.                    | Shogakukan Creative                | 212                                | 978-4-86468-371-5                  |
| 2                                                                   | Tengen Toppa Gurren Lagann: Otoko doahó!-hen 2                | 2014. december 27.                 | Shogakukan Creative                | 224                                | 978-4-86468-394-4                  |
| 3                                                                   | Tengen Toppa Gurren Lagann: Otoko doahó!-hen 3                | 2015. június 5.                    | Shogakukan Creative                | 228                                | 978-4-86468-401-9                  |
| Tengen Toppa Gurren Lagann Kesszen! Otoko-gumi-hen-kötetek          |                                                               |                                    |                                    |                                    |                                    |
| 1                                                                   | Tengen Toppa Gurren Lagann Kesszen! Otoko-gumi-hen 1          | 2016. április 5.                   | Shogakukan Creative                | 236                                | 978-4-86468-456-9                  |
| 2                                                                   | Tengen Toppa Gurren Lagann Kesszen! Otoko-gumi-hen 2          | 2016. augusztus 5.                 | Shogakukan Creative                | 196                                | 978-4-86468-470-5                  |
| 3                                                                   | Tengen Toppa Gurren Lagann Kesszen! Otoko-gumi-hen 3          | 2017. február 3.                   | Shogakukan Creative                | 268                                | 978-4-86468-490-3                  |
| 4                                                                   | Tengen Toppa Gurren Lagann Kesszen! Otoko-gumi-hen 4          | 2017. augusztus 5.                 | Shogakukan Creative                | 294                                | 978-4-86468-513-9                  |
| Tengen Toppa Gurren Lagann 4-koma Kingdom: Yoko no oheszo-hen-kötet |                                                               |                                    |                                    |                                    |                                    |
| 1                                                                   | Tengen Toppa Gurren Lagann 4-koma Kingdom: Yoko no oheszo-hen | 2008. július 28.                   | Futabasha                          | 124                                | 978-4-57594-183-8                  |

### Videójátékok
A Konami Tengen Toppa Gurren Lagann csózecu hakkucu ONLINE (天元突破グレンラガン 超絶発掘ONLINE; Hepburn: Tengen Toppa Gurren Lagann chōzetsu hakkutsu ONLINE) címmel fejlesztett ki egy online videójátékot. A béta tesztelés 2007. április 16-án ért véget. A játékban a játékosnak egy fúró szerepét kell felvennie, és first person nézetben kincsekért fúrni. Elérhető egy bolt, ahol a játékos fúrókat vásárolhat – a boltos egy eredeti szereplő, Asaki. A játékos digitális kártyákat is gyűjthet. A játék online szolgáltatását a zárt béta szakaszban törölték, mivel a játék telepítése közben a Windows helyreállíthatatlanul összeomlott. A Konaminak még 500 GB-os külső merevlemezeket is ki kellett küldenie a béta felhasználóknak, hogy az operációs rendszerük újratelepítése közben biztonsági másolatot készíthessenek a fájlokról.
2007. október 25-én megjelent egy kalandjáték Nintendo DS-re a sorozat szereplőivel, ami az előrendelők számára ráadásként egy különleges OVA-epizódot is tartalmazott. A történet elején játszódó 5,5. epizód két új szereplőt mutat be és összeköti az anime és a játék cselekményét. 2010 júniusában a Gainax újra megszerezte a videójáték-jogokat a Konamitól, ami lehetővé tette a Banpresto számára, hogy beépítse a sorozatot a Super Robot taiszen franchise legújabb részébe, a 2011 áprilisában megjelent Dai-2-dzsi Super Robot taiszen Z: Hakai-henbe (2nd Super Robot Wars Z: Destruction Chapter) és folytatásaiba.
Egy animén alapuló pacsinko játékgép 2016 februárjában jelent meg.

### Animációs mozifilmek
Az első animációs film, a Gekidzsóban Tengen Toppa Gurren Lagann Gurren-hen (劇場版 天元突破グレンラガン 紅蓮篇; Hepburn: Gekijōban Tengen Toppa Gurren Lagann Gurren-hen; angol címén Gurren Lagann the Movie: Childhood’s End), mely úgy mint az animesorozat, Imaisi Hirojuki rendezésében, Nakasima Kazuki írásában és a Gainax gyártásában készült, és 2008. szeptember 6-án mutatták be a japán mozik, DVD-n pedig 2009. április 22-én jelent meg. A film a sorozat első történetívének eseményeiből (1–15. epizód) készült összeállítás, mintegy 20 perc újonnan animált jelenettel. A film megjelenésével összefüggésben a Gainax kiadott egy zenés videókból álló sorozatot Gurren Lagann Parallel Works címmel, amely a Gurren Lagann alternatív történeteit tartalmazza az eredeti filmzene dalaira írva. A filmet korlátozott számú moziban, 11 vásznon mutatták be, és 150 millió jen (1,88 millió amerikai dollár) bevételt hozott. A film első hivatalos angol nyelvű bemutatója a San Franciscó-i Viz Pictures moziban volt, 2009. szeptember 8-án. Magyarországon az első filmet az Anilogue Nemzetközi Filmfesztivál keretében 2009. november 26-án mutatták be a Toldi moziban, illetve egy nappal később az Uránia Nemzeti Filmszínházban.
A második animációs film, a Gekidzsóban Tengen Toppa Guren Lagann Lagann-hen (劇場版 天元突破グレンラガン 螺巌篇; Hepburn: Gekijōban Tengen Toppa Guren Lagann Lagann-hen; angol címén Gurren Lagann The Movie: The Lights in the Sky are Stars) bemutatója 2009. április 25-én volt a japán mozikban. A film a sorozat második felére összpontosít és több új animációt tartalmaz, mint az első film. A Lagann-hen Japánban 2010. január 27-én jelent meg DVD-n.
Mindkét film témazenéjét Nakagava Sóko adja elő, ami a Gurren-henben a Cuzuku szekai (続く世界; Hepburn: Tsuzuku sekai), a Lagann-henben pedig a Namida no tane, egao no hana (涙の種、笑顔の花). A filmek zenéjét az animesorozat zeneszerzője, Ivaszaki Taku komponálta.
Mindkét filmet az Aniplex of America terjesztette normál és speciális kiadású DVD-n. A Gurren-hen 2010. július 1-jén, a Lagann-hen pedig 2010. július 30-án jelent meg. Az Aniplex of America Blu-rayen is megjelentette a filmeket a Gurren Lagann dobozos Blu-ray-kiadásának részeként 2013. június 26-án, majd 2014. július 15-én különálló Blu-ray-lemezeken is.

## Fogadtatás

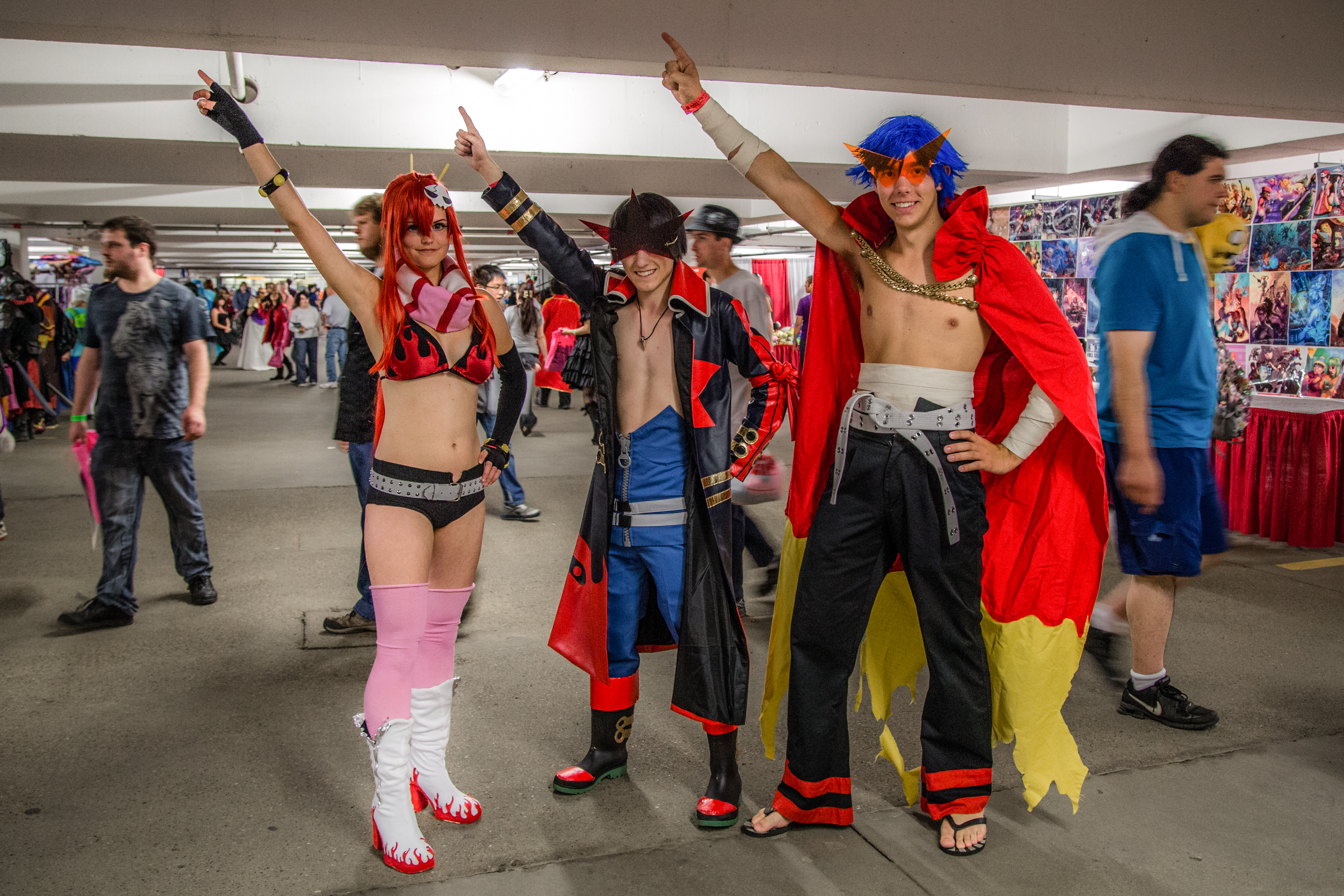
A Gurren Lagann szereplőit imitáló cosplayesek

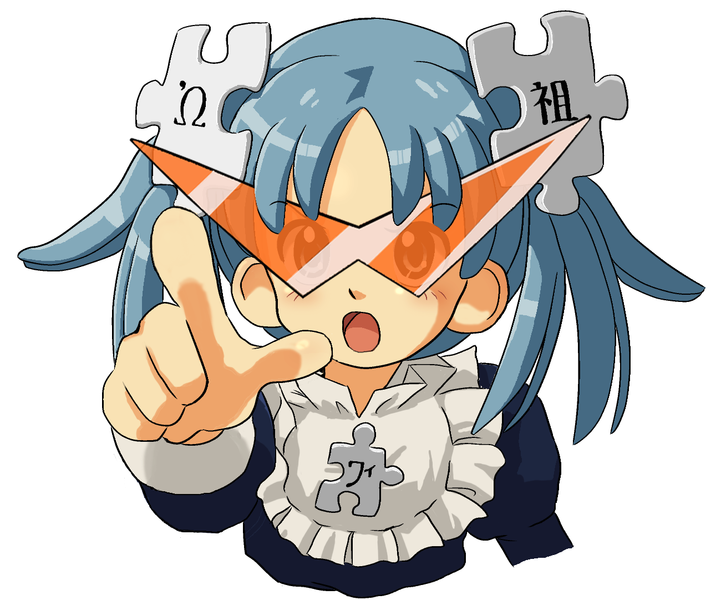
Wikipe-tan, a Wikipédia kabalafugurája az anime szereplői által viselt szemüvegben

### Kritikai visszhang
A Gurren Lagann bemutatása óta széles körű kritikai elismerést kapott. A sorozat 17 értékelés alapján 100%-on áll a Rotten Tomatoes filmkritikai oldalon, a kritikai konszenzus pedig így szól: „Ez a földalatti hancúrozás lángol a képernyőn a ragyogó animációval, a karizmatikus szereplőkkel és a felforgató történettel – olyan humoros látványt nyújt, amelyet minden ínyenc animés tud értékelni.” A sorozat egyike annak a néhány sci-fi animének, ami 100 %-os értékelés ért el a Rotten Tomatoeson.
Theron Martin, az Anime News Network kritikusa összességében „A” osztályzatot adott a Gurren Lagann-nak, és „az évtized [2000-es évek] egyik legelevenebb sorozatának” írta le, arra a következtetésre jutva, hogy „minden újrahasznosított cselekményeleme és teljesen ostoba természete ellenére a Gainax fergeteges, macsó mecha akcióhoz írt dicshimnusza diadalmasan teljesít.”. Az Anime News Network az angol nyelvű változat első kötetének is „A” osztályzatot adott. Az IGN 10-ből 9,7 pontot adott a sorozatra, Ramsey Isler kritikus „inspiráló történetnek” nevezte, és arra a következtetésre jutott, hogy „összességében nagyszerű mese az elszánt emberek fékezhetetlen szelleméről”. Az Anime World Order szintén pozitívan értékelte a sorozatot, megjegyezve, hogy az egyik legnépszerűbb mecha anime lett az interneten, amit Clarissa Graffeo kritikus annak tulajdonít, hogy számos különböző anime műfaj aspektusainak kombinálásával, beleértve a super robot, a real robot, a sónen, a sódzso, a szeinen és a dzsoszei műfajok elemeit, vonzóvá válik a különféle közönségek körében, akik általában nem néznek óriás robotos animéket.
A THEM Anime Reviews 5-ből 4 csillagot adott az animének, Tim Jones kritikus pedig egy „majdnem ötcsillagos anyagnak” írta le, és kijelentette, hogy „csupa akció, vígjáték, dráma, kaland és sci-fi elemekkel, és még egy olyan embert is elszórakoztat, akit közben kevésbé érdekel a mecha”. Az UK Anime Network a sorozat első harmadát 8/10-re értékelte, Ross Locksley ismertetőjében pedig megjegyezte, hogy a 7. résztől kezdődően „a sorozatot az újonnan felvett vonala sokkal izgalmasabbá teszi”, és arra a következtetésre jutott, hogy ez egy „kiváló minőségű kiadás” és „egy szórakoztató, ütős sorozat, amely kiemelkedik a tömegből”. Chris Beveridge, a Mania.com kritikusa összességében „A” osztályzatot adott a sorozat első két harmadának. Az első harmadot a „kaotikus, varázslatos és megnyerő” jelzőkkel írta le, majd lebilincselőnek nevezte a második harmadot „az animesorozatoknál nem megszokott történetmesélési ötleteivel”, és arra a következtetésre jutott, hogy „szórakoztató, izgalmas, kiszámíthatatlan és tele van a szokásos pozitív üzenetekkel, de minden komolyabb prédikáció nélkül”.
Ian Wolf az Anime UK Newstól kijelentette: „ha egészében nézzük, hogy [a Gurren Laggan] hogyan készült, a megalkotott történetet, az ábrázolt szereplőket és az egész projekt puszta léptékét, akkor mindez egyesül azzá, ami valószínűleg minden idők egyik legnagyobb animéje”. Guillermo Kurten a Comic Book Resourcestől az anime egyik „modern klasszikusának” nevezte a sorozatot, dicsérve a rajzstílust és animációt, az akciót, a mecheket, a szereplők alakítását és érzelmi kapcsolataikat, a fokozatosan növekvő téttel járó világépítést, a „túlkapó és könnyed” hangvételét, valamint, hogy foglalkozik a való világ problémáival. Michael Iacono (szintén Comic Book Resources) dicsérte, hogy az anime hiphop zenét használ, kijelentve, hogy a Gurren Laggan „a műfaj talán legnagyobb hiphop dalát szülte”.
Diego Molano, a Victor és Valentino alkotója egy 2019 áprilisi interjúban a Gurren Lagannt minden idők egyik kedvenc sorozatának nevezte és még a háttérben is szokta vetíteni, amikor rajzol vagy ír. A sorozatot ezenkívül zseniálisnak nevezte, mivel mindig talál benne „új csodálnivalót”, és dicsérte Imaisi Hirojuki storyboardjait, mert „hihetetlenül energikusak, kifejezőek és vonzóak”.
Az AnimeStars azért találta érdekesnek az animét, mert bár „a történet végtelenül egyszerű, a fogások, amelyekkel operál, néha rendkívül eredetiek, máskor meg teljességgel klasszikusnak mondhatóak”, ezeket viszont megfelelő arányban elegyíti. A mozifilmek kapcsán dicsérte, hogy a cselekmény sűrítése miatti történeti hiányosságokat jól kompenzálják humoros jelenetek beiktatásával. Megjegyezte azonban, hogy a kezdő animések sok poént nem feltétlenül fognak érteni.
A Mondo magazin kiemeli, hogy a Neon Genesis Evangelionnal ellentétben ez az anime „egy percre sem vesz magát komolyan” és a mondanivaló helyett inkább a látványra, a fanservice-re és a Gainax korábbi sorozatinak, mint a Neon Genesis Evangelion, a Gun/Diebuster vagy a FLCL kiparodizálására helyezi hangsúlyt. Összességében egy „minden rajongói igényt kielégítő” sorozatnak nevezi.

### Díjak és elismerések
A Gurren Lagann animesorozat 2007-ben elnyerte a 11. Japan Media Arts Festival animációnak járó Kiválóság-díját. Ugyanebben az évben rendezőjét, Imaisi Hirojukit a 12. Animation Kobe egyéni díjával jutalmazták. 2008-ban a Tokyo International Anime Fairen tartott 7. Tokyo Anime Awardon a Gurren Lagann elnyerte a „Televízió” kategória díját, továbbá Nisigori Acusi figuratervezőt a „Legjobb Figuraterv” díjával jutalmazták az animén végzett munkásságáért. A sorozatot 2008-ban jelölték a 39. Szeiun-díjra „Legjobb média” kategóriában.
A Japanator a Gurren Lagannt a 2000-es évek negyedik legjobb animéjének és a „történetmesélés hibátlan kivitelezésének” nevezte. Az Android Authority a második legjobb animének rangsorolta a Netflix kínálatában. A Paste Magazine minden idők legjobb 50 animesorozatát tartalmazó listáján a 40. helyre sorolta.

### Kulturális hatása
A Gurren Lagann hatása és a rá történő utalások megtalálhatók a populáris kultúrában, a japán animétől és videójátékoktól az amerikai képregényekig és animációig, valamint az európai politikáig. Egy politikai vita során, amely arról szólt, hogy a brit uniós zászlót korszerűsíteni kell-e a walesi sárkány beépítésével, a The Daily Telegraph újság versenyt rendezett az olvasók számára, hogy beküldhessék saját elképzeléseiket, melyek közül a többi olvasó megszavazza a nyertes alkotást. 2007. december 11-én egy Norvégiából benyújtott Gurren Lagann inspirálta alkotás nyerte a versenyt a szavazatok 55 %-ával. A Gurren Lagann hatással volt Transformers franchise-ra is, a Transformers: Animated alkotói inspirációforrásként hivatkoztak rá. Derrick Wyatt művészeti rendező és vezető figuratervező elmondta, hogy a Gurren Lagannt csak azután látta, hogy az első évad nagy részével végeztek, de megerősítette, hogy az alkotókat „határozottan megihlette”, különösen a Transformers: Animated második és harmadik évadának készítése közben.
A Gurren Lagann sikere vezetett a Studio Trigger létrehozásához, melyet Imaisi Hirojuki alapított 2011-ben. Munkájukat a sorozat vizuális humora és stílusa határozta meg, a stúdiót pedig a Gainax utódjának tekintik. Kojama Sigeto mechatervező, aki a Gurren Lagann-nál tervezési munkát végzett, később a 2014-es Hős6os Disney-film Baymax nevű robotjának koncepciótervén is dolgozott. Amikor a filmet Japánban bemutatták, a japán közönség a Gurren Lagannhoz hasonlította. A 2016-os Kirby: Planet Robobot videójátékban gyakran említik a Gurren Lagannt. A Wakfu francia animációs sorozat is tiszteleg a Gurren Lagann előtt. A League of Legends videójátékban Rumble „Super Galaxy Rumble” skinje, valamint számos, a skinhez kapcsolódó idézet kapcsolható az animéhez. A South Park: The Fractured but Whole videójátékban Stan Marsh egyik jelmondata az animéből származik.